# Propranolol
Propranolol es el nombre de un fármaco beta bloqueante usado principalmente en el tratamiento de la hipertensión. Fue el primer beta bloqueante efectivo producido. El propranolol está disponible en forma genérica, así como en presentaciones comerciales variadas.
El propranolol puede utilizarse para atenuar manifestaciones físicas de la ansiedad tales como los temblores, taquicardia, palpitaciones, sudoración, etc. propias del miedo escénico y la ansiedad por desempeño. Asimismo, se emplea como tratamiento preventivo de la migraña. Por ello, es una sustancia prohibida en los Juegos Olímpicos y perseguida como dopante deportivo.[cita requerida]

## Farmacología
El propranolol es un agente antagonista beta adrenérgico o betabloqueante no selectivo, por lo que bloquea la acción de la epinefrina y la norepinefrina tanto en los receptores adrenérgicos β1 como en los receptores adrenérgicos β2. Tiene poca actividad simpaticomimética intrínseca, aunque tiene una fuerte actividad estabilizadora de membranas a altas dosis. El efecto antagonista de receptores adrenérgicos es exclusivo del L-propranolol, mas no del D-propranolol, pero ambos tienen efectos anestésicos locales.

## Historia y desarrollo
El primer propranolol fue sintetizado en 1964 por el médico y farmacólogo escocés James W. Black y su equipo. Con posterioridad sintetizaría el antiulceroso cimetidina. Recibió el premio Nobel de Medicina en 1988 "por el descubrimiento de importantes principios en el tratamiento con fármacos". Anteriormente (2 años antes de este estudio) James W Black, con la ayuda de Stephenson, realizó estudios con el pronetalol. Aparte de su utilidad en enfermedades cardiovasculares, pudieron comprobar que era un buen antagonista β-bloqueador. Pero tras realizar varias pruebas, pudieron comprobar que era tóxico para el ser humano y que tenía efectos diversos como vómitos y mareos debido a su acción no específica sobre el sistema nervioso. Por esta razón, decidieron seguir la investigación con el propranolol. Esta vez vieron que el propranolol, aparte de tener una estructura bastante similar, tenía casi las mismas propiedades farmacéuticas que el pronetalol. En este estudio se realizaron también las pruebas necesarias para comprobar su efectividad y su toxicidad y se pudo comprobar que era apto para consumo humano y que era aún más efectivo que el pronetalol.
El propranolol se obtuvo por modificación de anteriores antagonistas adrenérgicos como el pronetalol y la dicloroisoprenalina. La transformación clave, que luego se mantuvo en muchos beta bloqueadores desarrollados con posterioridad, consistió en introducir un puente metoxi en la estructura ariletanolamina del pronetalol, incrementando notablemente la potencia del compuesto.
En la actualidad, para el tratamiento de la hipertensión se utilizan otros beta bloqueadores más selectivos como nebivolol, atenolol o metoprolol. Sin embargo, la OMS cita el propranolol como fármaco de elección en la profilaxis de migrañas en su Lista Modelo de Medicamentos esenciales.
La invención del propranolol fue recibida como el mayor avance en la lucha contra las enfermedades cardíacas desde el descubrimiento de las propiedades de la Digitalis purpurea en el siglo XVIII. En poco tiempo y durante una década, se convirtió en el fármaco más vendido del mundo.

## Efectos adversos
Debido a la alta penetración a través de la barrera hematoencefálica, los bloqueadores beta lipofílicos como el propranolol y metoprolol son más propensos, respecto a otros bloqueadores beta menos lipofílicos, a causar trastornos del sueño como el insomnio (incremento en el número de despertares y disminución de la fase REM del sueño), sueños vívidos y pesadillas.
Las reacciones adversas asociadas al tratamiento con propranolol son similares a los otros betabloqueantes lipofílicos.

## Quiralidad del compuesto
En la estructura química del propranolol podemos ver la presencia de un centro quiral. Este centro quiral es el sitio específico o el “farmacóforo” donde se une al receptor para desarrollar su acción biológica. 
Cuando el propranolol se une a estos receptores, lo que hace es impedir la unión o la acción de la adrenalina y la noradrenalina, que son producidos de manera natural por el mismo organismo. Ante una situación “estresante” el organismo tiende a producir estas 2 hormonas, lo cual afecta de manera importante a las decisiones.
Estos receptores se encuentran principalmente en el corazón y pulmones.  Por eso, bloquear los β-receptores que se encuentran en el corazón y los pulmones, ayuda a la disminución del ritmo cardiaco previniendo los problemas cardiacos y controlando el nivel de la presión arterial.
Hoy en día el propranolol que vemos en el mercado se encuentra en forma de mezcla racémica. Cada conformación tiene una función, en el caso del enantiómero S(-) su función es la de β-bloqueador, mientras que el enantiómero R(+) tiene una finalidad anticonceptiva. 

## Síntesis

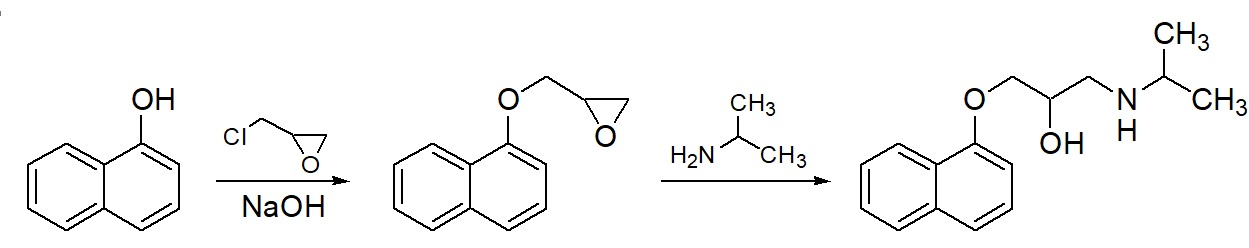
Mecanismo de síntesis del propranolol

El propranolol se encuentra dentro de la familia de las ariloxipropanolaminas, que constituyen un extenso grupo de fármacos bloqueadores b adrenérgicos. Las síntesis dentro de este grupo de compuestos siguen un patrón común. En el caso del propranolol, la síntesis se basa principalmente en la condensación entre el 1-naftol y la epiclorhidrina. En medio básico, el oxígeno ataca al carbono electrófilo sustituido por el cloro. Después de esta condensación se procede al segundo paso, que consiste en la apertura del epóxido de la epiclorhidrina. Esta apertura se realiza con isopropilamina.
La reacción entre el 1-naftol y la epiclorhidrina es un proceso más complejo de lo que parece a primera vista, ya que la epiclorhidrina tiene 2 centros electrófilos y eso hace que tenga una alta reactividad con nucleófilos.
Como podemos ver en la siguiente imagen, el intermedio se puede formar a través de dos mecanismos: mediante la apertura del epóxido y desplazamiento intramolecular del cloruro o mediante la sustitución nucleófila del cloruro por el ion fenóxido (o naftóxido en el caso del propranolol).
El resultado puede parecer el mismo químicamente, pero  enantioméricamente no lo es. El tipo de mecanismo que se realice afectará a la enantioselectividad. Este hecho no tiene importancia si a la hora de empezar se parte de la epiclorhidrina racémica. Pero si se emplea uno de sus enantiómeros, determinará la función que tendrá el producto. Por ello hay que tener precaución a la hora de realizar la síntesis.

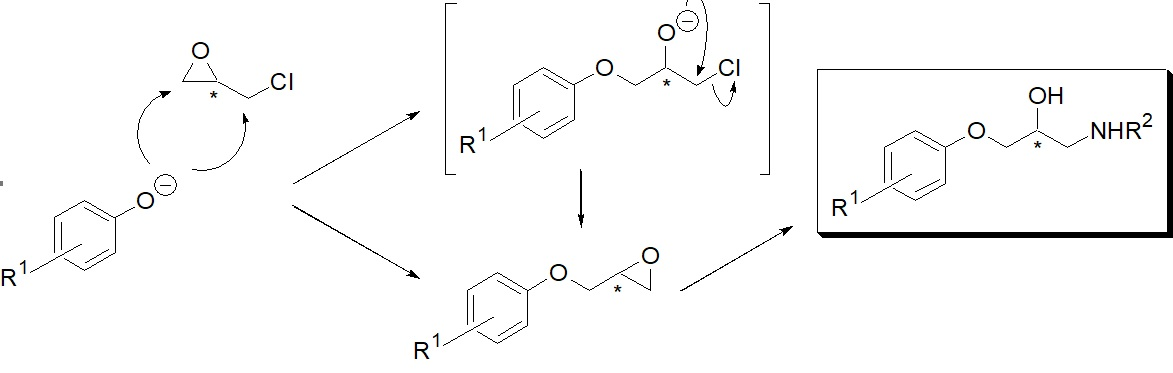
Estereoquímica en la síntesis del propranolol

## Hemangioma del labio superior tratado con éxito con propranolol
Los hemangiomas son bastante frecuentes en la infancia. Es más, se podría decir que son los tumores benignos más frecuentes en esta etapa. Suelen situarse en la cabeza y en el tronco, y en muchos de los casos, involucionan de manera espontánea. Aunque sean tumores benignos y no tengan mucho riesgo vital, los hemangiomas labiales tienen riesgo de producir deformidades, cicatrices residuales o ulceraciones. En estos últimos años se han realizado tratamientos de estos tumores con excelentes resultados.
En este estudio clínico realizado por el hospital universitario Marqués de Valdecilla (Santander), se realizó un estudio en un lactante varón de tres meses, sin antecedentes de interés, que había pasado por un embarazo normal, que tenía en el labio superior  un hemangioma que le dificultaba la succión y le provocaba además una deformidad estética. 
Tras realizar estudios, descartaron la presencia de cualquier patología asociada. A los cuatro meses se le aplicó al lactante un tratamiento ambulatorio con propranolol oral con una dosis inicial de 1,5 mg/kg/día, con buenos resultados y sin complicaciones. La evolución fue satisfactoria ya que se consiguió disminuir el tamaño y el color de la lesión.
En esta nota clínica se aclara que aún hacen falta más estudios clínicos en los que se establezca el mecanismo que se desarrolla y la dosis y la duración del tratamiento idóneos para sanar un hemangioma. Pero también se establece el uso del propranolol como un buen método terapéutico para el tratamiento de los hemangiomas infantiles.
Se realizó un estudio bastante similar, empleando una dosis mayor en un número mayor de pacientes. Este estudio realizado en el Hospital Pediátrico Docente “Juan Manuel Márquez” de La Habana, Cuba también tuvo buenos resultados.

## Uso del propranolol en tratamiento de pacientes con quemaduras críticas
El paciente con quemaduras críticas se suele caracterizar por tener un gran hipercatabolismo y un gran hipermetabolismo. Este incremento se da además durante un periodo de tiempo importante desde el primer momento en el que se produce el accidente, haciendo que aumente bastante el gasto de energía. Este estado grave se debe principalmente a la extensión de la superficie corporal total quemada, ya que el daño térmico provoca una gran pérdida de macronutrientes (proteínas) y micronutrientes (vitaminas y elementos trazas). 
Este estado de hipercatabolismo e hipermetabolismo provoca malnutrición aguda, sarcopenia secundaria y debilidad muscular. Todo esto además provoca la aparición de infecciones, disfunción orgánica múltiple, sepsis. Todo esto junto puede incluso llegar a provocar la muerte del paciente.
La nutrición es un factor bastante importante a la hora de tratar a un paciente con quemaduras ya que una buena nutrición es capaz de mejorar los resultados clínicos. Pero para mejorar el tratamiento, se han realizado estudios con diferentes tipos de fármacos con el fin de reducir el catabolismo y el anabolismo durante el periodo de rehabilitación. Después de todos los estudios realizados, se ha establecido que la mejor manera de controlar la respuesta metabólica al estrés en estos pacientes es el bloqueo β-adrenérgico. Dentro de este tipo de medicamentos, se ha podido comprobar que el uso de propranolol atenúa la hiperactividad simpática reduciendo la termogénesis y el gasto energético en reposo. Además, disminuye la lipólisis per periférica y aumenta la eficiencia de la síntesis proteica, mejorando la cinética proteica en el músculo esquelético y el balance proteico neto. 
En el estudio realizado por David N. Herdon y su equipo, pudieron comprobar como el gasto energético y el ritmo cardíaco disminuían en los pacientes tratados con propranolol. Y el balance de proteína en los músculos aumentaba un 82%. En este trabajo se llegó también a la conclusión de que en el tratamiento de niños con quemaduras, el propranolol atenuaba el hipermetabolismo y revertía el catabolismo de proteínas musculares.
En 2011, William y su equipo realizaron un estudio del propranolol en pacientes infantiles con quemaduras graves. En un principio aplicaron una dosis de 1mg/Kg por día y pudieron ver como el ritmo cardíaco disminuyó un 15%. Después aumentaron la dosis a 4 mg/Kg por día durante 10 días y pudieron ver como el CO y el trabajo cardíaco disminuía sin que variara la presión arterial. 
Recientemente, Kellie Stockton y su equipo pudieron demostrar mediante un metaanálisis que el uso del propranolol puede reducir el gasto energético basal y la grasa abdominal.

## Uso del propranolol como modulador de la memoria
La memoria puede considerarse como una adaptación biológica que permite utilizar las experiencias pasadas para adaptarse a las nuevas circunstancias que le presente el ambiente.
La construcción de memorias provoca cambios en la funcionalidad y estructura de algunas áreas del cerebro como los núcleos basales o la corteza frontal debido a la acción de los distintos sistemas de neurotransmisión. Ante un estímulo asimilado, se desencadenan una serie de cascadas neurobiológicas que afectan la conectividad y actividad del cerebro. Uno de los sistemas de neurotransmisión que se encuentran involucrados en la memoria es el noradrenérgico. Como ya sabemos, el propranolol es un antagonista de los receptores β-1 y β-2. Por ello, el propranolol tiene diversos efectos sobre la memoria, dependiendo del momento en el que se aplique y del procedimiento con el que se lleve a cabo. 
Para evaluar el rol del propranolol sobre la codificación en paradigmas de memorias espacial, Sun y su equipo se propusieron usar un laberinto en forma de Y. Un dispositivo con 3 brazos. Uno de salida y los otros dos iguales entre sí. Durante el entrenamiento, no se puede acceder a uno de los brazos. En la fase de testeo, ambos brazos se encuentran abiertos. Sabiendo que los ratones tienen tendencia a explorar todo lo desconocido, se espera que los roedores vayan a explorar el brazo que permaneció cerrado durante el entrenamiento. Para ver el efecto de la droga, inyectaron a los roedores cantidades de 2, 10 y 20 mg/kg 15 min antes del testeo. Pudieron ver que los roedores con altas dosis exploraron toda la zona, lo cual hacía ver que estos perdían la memoria por culpa de la droga aplicada. Ledoux y su equipo realizaron otro paradigma de condicionamiento, pero esta vez de miedo. A los ratones se les aplicó un tono-choque. Se les aplicaba un tono (una luz) y después un choque eléctrico. Después de esos choques recibieron inyecciones sistemáticas de 1 mg/Kg de propranolol. 24 horas después los ratones tenían una nueva fase de testeo en la cual solo recibieron el tono. En esta fase de testeo se registraba el porcentaje de inmovilización. Se pudo comprobar que los roedores a los que se les había inyectado una cantidad de propranolol, presentaban menor inmovilización que los demás. Con estos datos y con el de otros estudios realizados sobre dicho tema, se puede proponer el uso del propranolol como una herramienta útil en humanos. 
Se ha podido demostrar que esta droga daña la presencia de memorias declarativas (un tipo de memoria a largo plazo), lo cual lo convierte también en una herramienta útil para tratar desórdenes por estrés postraumático.
También se ha demostrado el uso de propranolol para mejorar la respuesta al pánico escénico.